# Casa del Senato
La Casa del Senato, noto anche come Palazzo Longobardo, è un edificio storico di Torino, uno dei pochi di epoca medievale. Situato sul lato meridionale di Largo IV Marzo, è uno degli edifici abitati più antichi della città.

## Storia

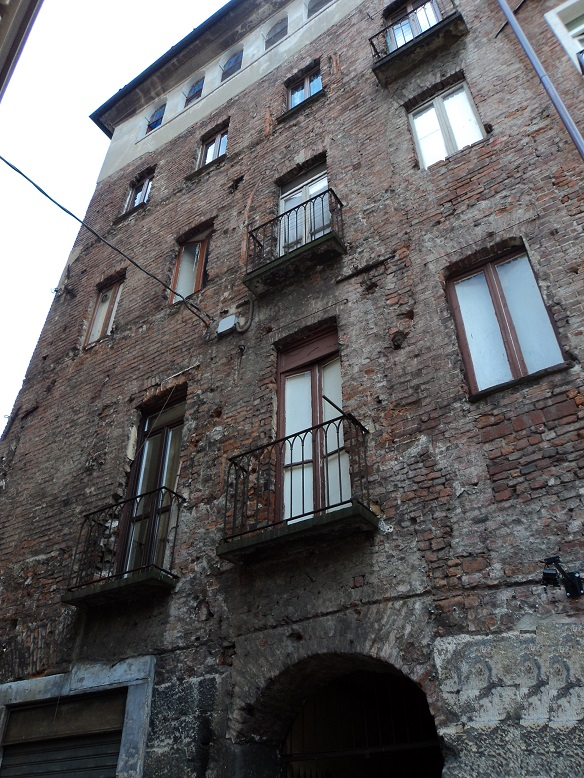
Facciata dal basso

Costruito con molta probabilità su un preesistente edificio pubblico di epoca romana, o comunque con materiale di quell'epoca, si presume sia stato sede dei duchi torinesi durante la dominazione longobarda. In seguito è stato sede della Vicarìa, insieme alla casaforte di Porta Fibellona. 
Nel corso dei secoli ha subito notevoli rimaneggiamenti e, dagli scavi diretti da Riccardo Brayda nel corso del restauro del 1890, si è potuto constatare che l'edificio era probabilmente dotato di una torre merlata angolare di epoca medievale, oggi scomparsa. A seguito dei danni riportati a causa dei bombardamenti dell'ultimo conflitto mondiale, gli spazi interni sono stati quasi completamente ricostruiti, mantenendo la sola facciata. 
Nel 2011, dopo decenni di degrado, il palazzo è stato nuovamente interessato da un progetto di restauro da parte della Soprintendenza ai Beni Architettonici e per il Paesaggio.

## Descrizione
Ubicato tra l'antica piazza delle Erbe (oggi piazza Palazzo di Città) e il Duomo, l'edificio sorge nel cuore medievale di Torino, a pochi passi dalla antica Porta Doranea (o Porta Palatina). Dell'impianto originario della costruzione, si possono ancora notare la base in pietra e tracce delle tipiche finestre ogivali, sostituite nel XVI secolo da più ampie finestre a crociera in cotto. Tali elementi architettonici furono riportati alla luce da Riccardo Brayda a fine Ottocento, nell'ambito del progetto di rivalutazione delle antichità della città. 
L'edificio, con i suoi quattro piani fuori terra, è particolarmente alto per l'epoca a cui risale e questo è un'ulteriore conferma del ruolo istituzionale che ricoprì in epoca medievale e, probabilmente, dell'importanza del precedente edificio romano; il quarto piano, tuttavia, è stato aggiunto in epoca seicentesca. Essendo stato sede della Vicarìa, l'edificio conserva ancora profonde segrete nei tre piani sotterranei, l'ultimo del quale è accessibile soltanto tramite alcune botole. Un graduale decadimento e ulteriori rimaneggiamenti, come ad esempio le aperture al livello stradale, sono stati operati nel corso del Novecento per ospitare locali commerciali oggi dismessi.

## Il restauro
Dopo decenni di incuria e già gravemente danneggiato dai bombardamenti della seconda guerra mondiale, la Soprintendenza ai Beni Architettonici e per il Paesaggio ha deciso l'intervento di recupero di questo edificio, che rappresenta una delle poche testimonianze medievali della città: il cantiere è stato allestito nel novembre del 2011 e si è concluso nei primi mesi del 2013. 

Gli interventi si sono concentrati sul necessario recupero e consolidamento della porzione di facciata cinquecentesca, ma è stata realizzata anche una torre in corrispondenza dell'angolo con via Conte Verde, a memoria della precedente torre merlata, ormai scomparsa.